# NGC 7689
NGC 7689 ist eine Balken-Spiralgalaxie vom Hubble-Typ SBc im Sternbild Phönix am Südsternhimmel. Sie ist schätzungsweise 85 Millionen Lichtjahre von der Milchstraße entfernt und hat einen Durchmesser von etwa 70.000 Lichtjahren.
Die Typ-II-Supernova SN 1996al wurde hier beobachtet.
Das Objekt wurde am 5. September 1826 von James Dunlop entdeckt.